# Маркевич Остап Миронович
Остап Миронович Маркевич (нар. 4 квітня 1978) — український футбольний тренер, колишній футболіст.

## Кар'єра гравця
Народився 4 квітня 1978 року в родині відомого українського футболіста Мирона Богдановича Маркевича. Із 6-річного їздив із батьком на всі матчі спочатку луцької «Волині», а згодом і львівських «Карпат». Намагався розпочати професіональну футбольну кар'єру. У футболці «Карпат-2» дебютував 1 квітня 1998 року в програному (0:2) виїзному поєдинку 18-го туру групи А Другої ліги проти хмельницького «Поділля». Остап вийшов на поле на 72-й хвилині, замінивши Юрія Войтовича. У сезоні 1997/98 років цей поєдинок виявився єдиним для Остапа на професіональному рівні. Через проблеми зі здоров'ям змушений був завершити футбольну кар'єру.

## Кар'єра тренера
Після завершення кар'єри гравця на певний час пішов з футболу. Працював на регіональній митниці. Потім тренував дітей у Винниках. Виїхав до Іспанії, де вирішив стати футбольним тренером. Працював у «Вільяреалі C», який виступав у Терсері (четвертому дивізіоні іспанського чемпіонату). Наприкінці червня 2016 року призначений головним тренером «Вільярреалу» U-19, разом з яким вигравав срібні медалі чемпіонату Іспанії. Тренував юнацьку команду «Вільяреалу» до 2019 року.
У середині червня 2019 року призначений головним тренером волочиського «Агробізнесу». У той же час Андрій Донець, який до цього очолював команду, був переведений на адміністративну посаду в клубі. Під його керівництвом команда стартувала вдало, очолювала турнірну таблицю, проте потім у 4-х матчах Першої ліги зазнала 3-х поразок та вилетіла з кубку України. 6 жовтня 2019 року Остап Маркевич та «Агробізнес» домовилися про розірвання контракту за згодою сторін.
14 жовтня 2019 року одеський «Чорноморець» призначив Остапа Маркевича на посаду головного тренера. 27 квітня 2020 року залишив одеський клуб.
3 серпня 2020 року підписав контракт з «Маріуполем». У вересні 2020 року отримав PRO-диплом УЄФА.

## Особисте життя
Остап є членом великої футбольної родини. Окрім батька, Мирона Маркевича, відомого футболіста та тренера, дід Остапа — Богдан Дмитрович Маркевич — також був футболістом.
Брат, Юрій, бізнесмен, паралельно з цим працював у селекційному відділі дніпровського «Дніпра».